# NGC 833
NGC 833 è una galassia a spirale situata nella costellazione della Balena, a una distanza di circa 173 milioni di anni luce dalla nostra Via Lattea.

## Scoperta

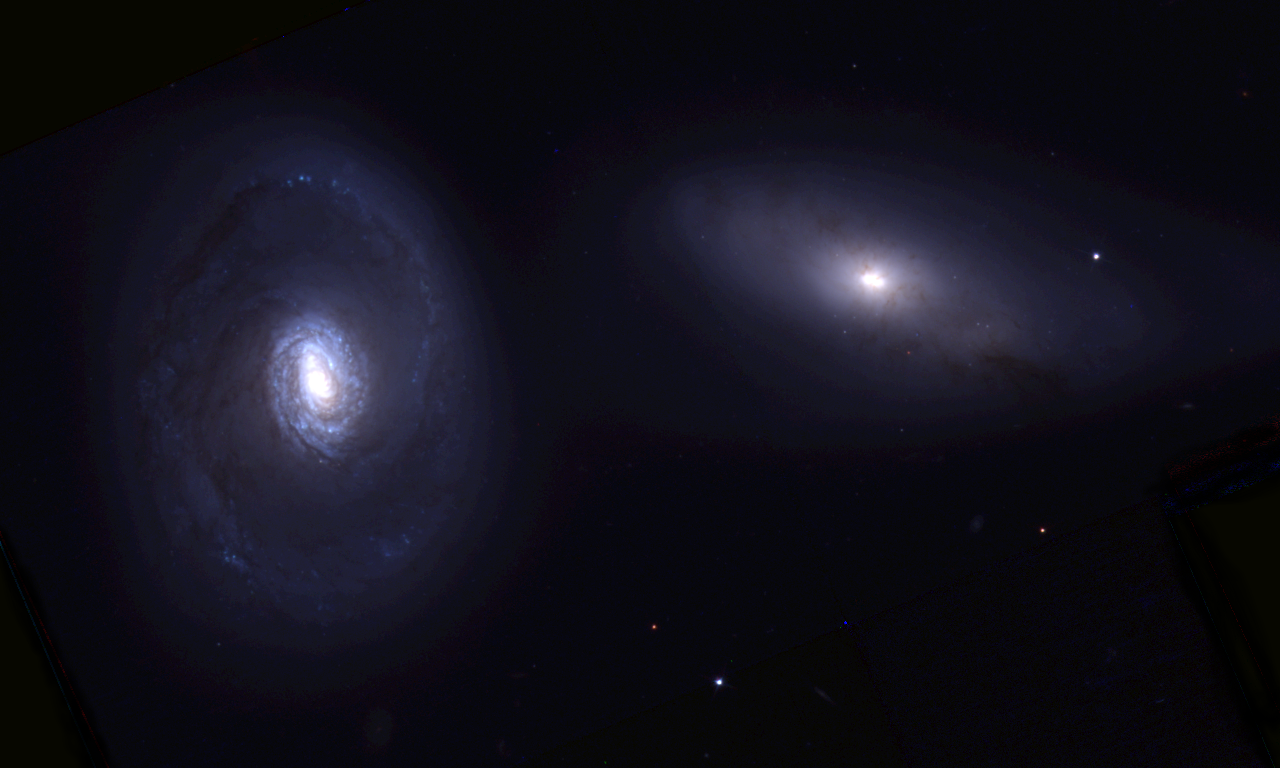
NGC 833 e NGC 835 riprese dal Telescopio spaziale Hubble.

La galassia è stata scoperta il 28 novembre 1785 dall'astronomo britannico di origine tedesca William Herschel.

## Descrizione
NGC 833 ha una classe di luminosità I e presenta una larga riga a 21 cm dell'idrogeno neutro.
Il database SIMBAD la classifica come galassia LINER, cioè una galassia il cui nucleo presenta uno spettro di emissione caratterizzato da larghe righe di atomi debolmente ionizzati. È inoltre una galassia attiva del tipo Seyfert 2.
NGC 833 e NGC 835 formano una coppia di galassie interagenti.

## Gruppo di NGC 835

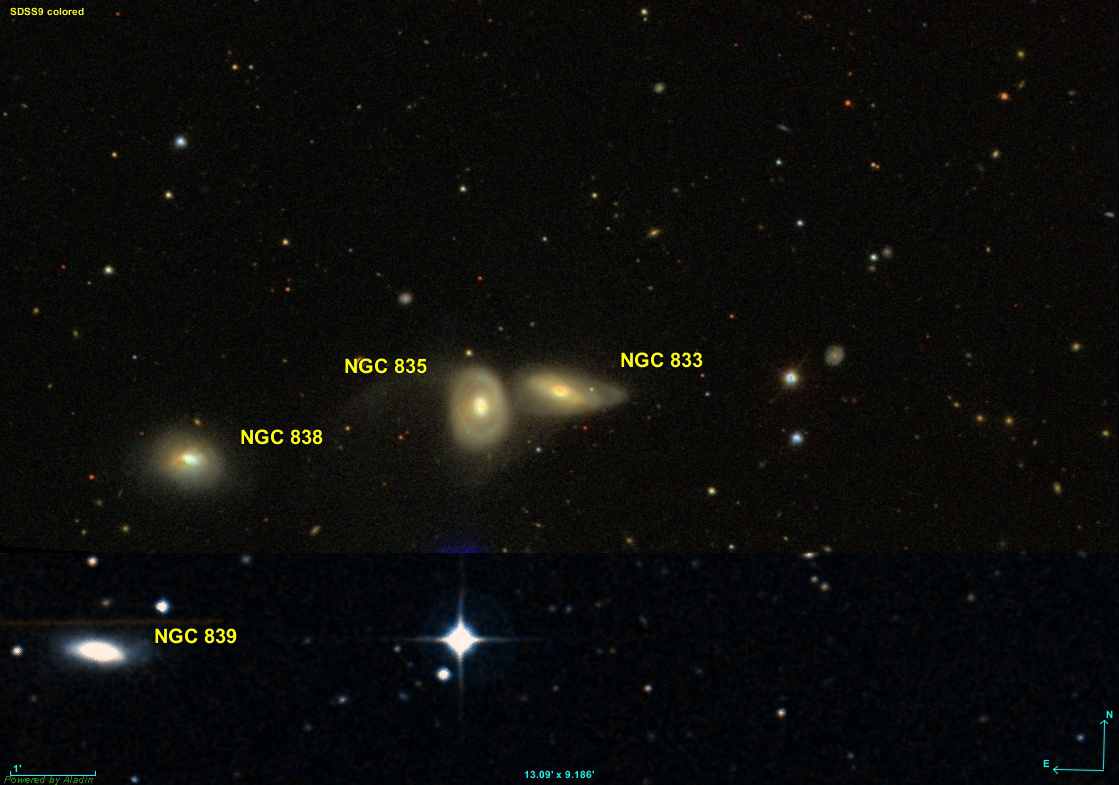
Le galassie che costituiscono Hickson Compact Group HCG 16.

NGC 833 fa parte del Gruppo di NGC 835. Oltre a NGC 833 e NGC 835, le altre galassie del gruppo sono NGC 838, NGC 839, NGC 848, NGC 873 e MCG -2-6-19. NGC 833 fa anche parte di Hickson Compact Group HCG 16 con le galassie NGC 835, NGC 838 e NGC 839.